# Cirolana undulata
Cirolana undulata là một loài chân đều trong họ Cirolanidae. Loài này được Barnard miêu tả khoa học năm 1914.